# Második Tisza István-kormány
A második Tisza István-kormány a Lukács-kormány kényszerű bukása után jutott hatalomra Tisza István vezetésével 1913. június 10-én, és négy évig és öt napig, 1917. június 15-ig volt hatalmon.

## A kormány tagjai
| Név                                           | hivatal kezdete     | hivatal vége      | párt                  | megjegyzés                                                          |
| Miniszterelnök                                | Miniszterelnök      | Miniszterelnök    | Miniszterelnök        | Miniszterelnök                                                      |
| --------------------------------------------- | ------------------- | ----------------- | --------------------- | ------------------------------------------------------------------- |
| Tisza István                                  | 1913. június 10.    | 1917. június 15.  | Nemzeti Munkapárt     |                                                                     |
| Belügyminiszter                               |                     |                   |                       |                                                                     |
| Sándor János                                  | 1913. június 10.    | 1917. június 15.  | Nemzeti Munkapárt (?) |                                                                     |
| Pénzügyminiszter                              |                     |                   |                       |                                                                     |
| Teleszky János                                | 1913. június 10.    | 1917. június 15.  | Nemzeti Munkapárt     |                                                                     |
| Igazságügy-miniszter                          |                     |                   |                       |                                                                     |
| Balogh Jenő                                   | 1913. június 10.    | 1917. június 15.  | Nemzeti Munkapárt     |                                                                     |
| Honvédelmi miniszter                          |                     |                   |                       |                                                                     |
| Hazai Samu                                    | 1910. január 17.    | 1917. február 19. | Nemzeti Munkapárt     |                                                                     |
| Szurmay Sándor                                | 1917. február 19.   | 1917. június 15.  | pártonkívüli          |                                                                     |
| A király személye körüli miniszter            |                     |                   |                       |                                                                     |
| Burián István                                 | 1913. június 10.    | 1915. január 13.  | pártonkívüli          |                                                                     |
| Tisza István                                  | 1915. január 13.    | 1915. május 29.   | Nemzeti Munkapárt     | miniszterelnökként, ideiglenesen                                    |
| Roszner Ervin                                 | 1915. május 29.     | 1917. június 15.  | Nemzeti Munkapárt     |                                                                     |
| Vallás- és közoktatásügyi miniszter           |                     |                   |                       |                                                                     |
| Jankovich Béla                                | 1913. június 10.    | 1917. június 15.  | Nemzeti Munkapárt     |                                                                     |
| Földmívelésügyi miniszter                     |                     |                   |                       |                                                                     |
| Ghillány Imre                                 | 1913. június 10.    | 1917. június 15.  | Nemzeti Munkapárt     |                                                                     |
| Kereskedelemügyi miniszter                    |                     |                   |                       |                                                                     |
| Beöthy László                                 | 1913. június 10.    | 1913. július 13.  | Nemzeti Munkapárt     |                                                                     |
| Harkányi János                                | 1913. július 13.    | 1917. június 15.  | Nemzeti Munkapárt     |                                                                     |
| Horvát-szlavón-dalmát tárca nélküli miniszter |                     |                   |                       |                                                                     |
| Tisza István                                  | 1913. június 10.    | 1913. július 21.  | Nemzeti Munkapárt     | miniszterelnökként, ideiglenesen                                    |
| Pejácsevich Tivadar                           | 1913. július 21.    | 1916. január 16.  | ?                     | A világháború elején, 1914. aug. 22-én internálták Franciaországban |
| Tisza István                                  | 1914. augusztus 22. | 1916. január 16.  | Nemzeti Munkapárt     | Pejacsevich Tivadar helyett, miniszterelnökként, ideiglenesen       |
| Hideghéthy Imre                               | 1916. január 16.    | 1917. június 15.  | Horvát Nemzeti Párt   |                                                                     |